# De l'esprit des lois
De l'esprit des lois, Om lagarnas anda, är ett statsrättsfilosofiskt arbete av Charles-Louis de Secondat Montesquieu. Verket, som främst beskriver maktdelningsprincipen, publicerades första gången 1748 (alternativt 1749). I verket beskrivs även Montesquieus klimatlära.